# Петдесет и първа македонска дивизия на НОВЮ
Петдесет и първа македонска дивизия на НОВЮ е комунистическа партизанска единица във Вардарска Македония, участвала в така наречената Народоосвободителна войска на Югославия.
Създадена е на 19 октомври 1944 година в местността Широк дол край Берово. В състава и влизат първа, двадесета и двадесет и първа македонски ударни бригади и артилерийска (струмишка) бригада. Наброява 2476 души, а по-късно състава и се увеличава на 6689 души. Командир на дивизията е Кирил Михайловски. Районът на действие на дивизията е направлението Дойран-Валандово-Струмица-Радовиш, както и Струмица-Ново село до българската граница. Дивизията заедно с петдесета македонска дивизия на НОВЮ влиза в състава на Брегалнишко-Струмишкият корпус. След като немските сили са изтласкани от Македония дивизията е прехвърлена на югославската граница между Гевгели и България, а през декември 1944 година е разпусната.